# Актуальная поэзия
Актуальная поэзия — область современной русской поэзии, определяемая по аналогии с широко распространившимся начиная с 1990-х гг. понятием актуального искусства. Понятие об актуальной поэзии распространилось в русской литературной критике и полемике уже в XXI веке.
Идею актуальности поэзии подробно разъясняет Дмитрий Кузьмин:

В искусстве — совершенно так же, как в науке, — по-настоящему ценно только то, что сделано впервые. Остальное — рутина, в лучшем случае — популяризация, разжёвывание для непонятливых. Но это «впервые» не означает просто «то, чего прежде не было»: мало ли до какой несусветной глупости никто из наших предков не додумывался. Скорее — «то, чего прежде не могло быть»: неразрывно связанное с сегодняшним днём. Об этом сказано у Мандельштама — в каком-то смысле главного русского поэта XX века: «Попробуйте меня от века оторвать! — Ручаюсь вам: себе свернёте шею». 

А чего не могло быть прежде? Ну, например, стихов, в которых поэт пытается описать мир в его сегодняшнем состоянии: мир Интернета и фастфуда, власти массмедиа, сексуальной свободы и исламского терроризма (и т. д., и т. п. — сами думайте, чем сегодняшний мир непохож на вчерашний), — и не просто эти предметы и явления сами по себе, а то, как живется в этом мире человеку, чем отличается его сформировавшаяся в этом мире душа. Если поэты (музыканты, художники, кинематографисты) этого не сделают — их современникам будет гораздо труднее самим во всём этом разбираться, а их потомки останутся без доподлинного свидетельства о том, как это всё было. 

Это не значит, что актуальными не могут быть стихи про любовь или про золотую осень. Могут — если в них выражено именно сегодняшнее восприятие любви и золотой осени. Потому что человек, выросший среди хрущёвок (или среди небоскрёбов), смотрит на золотую осень не теми же глазами, какими Пушкин из своей усадьбы. И любовь мы сегодня понимаем не так, как Пушкин, заставивший свою любимую Татьяну объяснять, что она «другому отдана и будет век ему верна». 

Вот эта актуальность — не гарантия успеха: мало чувствовать своё время — надо ещё быть личностью и уметь предложить свой собственный уникальный взгляд на это время. Но без актуальности настоящего искусства не бывает: одна рутина и подражательство.

К такому взгляду близки и размышления поэта Аллы Горбуновой о свойственных «актуальной поэзии» «актуализации времени, нахождении на темпоральном острие современности». По мнению саратовского литературоведа Екатерины Ивановой, напротив,

большинство текстов, написанных под диктовку актуальной поэтики, беспомощны. Однако именно в этой «непоэзии» с наибольшей силой проявилась болезнь, свойственная поэтическому процессу в целом. Распад связей в мире порождает распад формы стиха. Спонтанность самовыражения, призванная имитировать искренность высказывания, становится механическим приёмом, так как выражать, по сути дела, нечего. Это направление стало общедоступным, легко воспроизводимым. И именно в доступности кроется причина его популярности не у читателей, которых Кузьмин с некоторым пренебрежением называет «потребителями», а у тех, кто жаждет поэтического самовыражения. Актуальная поэзия дает конформистский ответ на вызов времени — исчезновение из жизни лирического начала.

В полемических выступлениях оппонентов поэзия «актуальщиков» характеризовалась также как «филологические игры праздного ума», нацеленные на «отказ от нравственных регуляторов общественной и личной жизни».
Вместе с тем, как показал проведённый литературным журналом «Контекст» опрос поэтов и филологов, — самим авторам, нередко относимым к «актуальной поэзии», это понятие зачастую кажется неточным и размытым. В то же время критик Евгения Вежлян указала на возможность интерпретировать категорию «актуальной поэзии» через систему понятий социологии культуры Пьера Бурдье.
Уточнение «актуальный» фигурирует в названиях нескольких российских поэтических фестивалей: калининградского Фестиваля актуальной поэзии «SloWWWo», екатеринбургского Фестиваля актуальной поэзии «ЛитератуРРентген», вологодского Фестиваля актуальной поэзии «М-8», ярославского Фестиваля актуальной поэзии и малой прозы «См. выше» и других. Антологию «Актуальная поэзия на Пушкинской — 10» на основе многолетних поэтических чтений в санкт-петербургском арт-центре «Пушкинская, 10» составили поэты Тамара Буковская и Валерий Мишин, — критик О. Валаамова, сочувственно оценивая этот проект, отмечала, что определение «актуальный» в этом случае следует понимать как «акт неподчинения, сопротивления навязываемым извне стереотипам и общеупотребительным культурным ценностям».
Реже под актуальной поэзией понимают стихи, вызванные конкретным общественно значимым поводом и стремящиеся к его сиюминутному эмоциональному отражению.